# Stazione di Stoke-on-Trent
La stazione di Stoke-on-Trent (in inglese Stoke-on-Trent railway station) è la principale stazione ferroviaria di Stoke-on-Trent, in Inghilterra.